# Пропало літо
«Пропало літо» — радянський чорно-білий художній фільм 1963 року. Дитяча ексцентрична кінокомедія, знята Роланом Биковим спільно з Микитою Орловим. Для Ролана Бикова цей фільм став другою режисерською роботою. Велика частина фільму була знята  у місті Ужгороді[джерело?]. 

## Сюжет
Спортсмен-велосипедист, майстер на всі руки Валерій Булишев і недолугий Жека Ручкин — москвичі і нерозлучні друзі. Батьки відправляють їх на літні канікули в Курєпку до трьох тіток Валерія, які свого племінника раніше ніколи не бачили. Проводити все літо у старих, нудних, як він вважає, тіток, Валерій не хоче і намагається влаштуватися в експедицію до випадкового попутника-експедитора. Жеці ж доводиться вирушати до тіток і видавати себе за їх племінника, хоча вони є повною протилежністю один одному. Але «експедиція» виявляється звичайним перевезенням вантажів по річці і Валерій змушений теж повернутися в Курєпку. Однак по дорозі до дому Валерій, не знаючи тіток в обличчя, ухитряється вступити в конфлікт з ними усіма. І тепер він змушений ховатися на горищі будинку тіточок, а Жеці доводиться продовжувати видавати себе за Валерія. Але виявляється, що тітки зовсім не нудні, а дуже енергійні і улюблені всіма в містечку. Жека весело і цікаво проводить час в їхньому товаристві, а Валерію доводиться нудьгувати на горищі. Пройшовши цілу низку смішних і безглуздих пригод, Жека стає вмілим і самостійним і навіть виграє велосипедну гонку, не вміючи спочатку навіть кататися, а Валерій абсолютно змінює своє несправедливу думку про тіток і отримує їх повне прощення.

## У ролях
- Володимир Євстаф'єв —  Жека Ручкин
- Сергій Гудко —  Валерій Булишев
- Зоя Федорова —  тітка Даша
- Антоніна Дмитрієва —  тітка Маша
- Людмила Чернишова —  тітка Саша
- Олександр Лебедєв —  старший сержант міліції Муравей
- Яків Ленц — завідувач поштою / робітник на мосту (озвучив Ролан Биков)
- Михайло Пуговкін —  головний експедитор
- Сергій Філіппов — Микола Єрофійович Булишев (дядя Коля), двоюрідний дід Валерія на портреті (у фільмі не брав участі)
- Володимир Швець — епізод
- Юрій Смирнов — епізод
- Олексій Попов — епізод
- Іван Цапіч — епізод
- Павло Павленко —  Євген Олександрович Ручкин, дід Жеки
- Володимир Піцек —  маляр
- Микола Кузнецов —  Льова, продавець
- Єлизавета Алексєєва —  Кусакіна, городянка
- Маргарита П'ятецька — епізод
- Валентина Березуцька —  комірниця
- Ролан Биков —  покупець на ринку
- Валентина Хмара —  дівчина з кошиком
- Юрій Яковлєв —  текст від автора

## Знімальна група
- Сценарій —  Авенір Зак,  Ісай Кузнецов
- Постановка —  Ролана Бикова,  Микита Орлов
- Оператори —  Геннадій Цекавий,  Віктор Якушев
- Художник —  Олександр Кузнецов
- Композитор —  Борис Чайковський